# 金春峰
金春峰（1935年—），原名金富春，湖南邵陽人，中國思想史家，對於先秦文化與哲學、易學、黃老帛書、兩漢哲學、宋明理學史、朱子哲學等深有研究。

## 簡歷
早年畢業於北京大學，師從馮友蘭先生。1965年至1988年間，任人民出版社哲學編輯室主任、《中國哲學》副主編、《中國文化與中國哲學》常務副主編、中國文化書院導師。其後歷任新加坡東亞哲學所高級研究員、美國普林斯頓大學東亞系訪問學者、臺灣中央研究院中國文哲研究所客座研究員、華梵大學東方人文思想研究所及佛光大學哲學研究所客座教授、湖南大學岳麓書院兼職教授、北京什剎海書院導師。

## 主要著作
- 《漢代思想史》
- 《周官之成書及其反映的文化與時代新考》
- 《哲學：理性與信仰》
- 《朱熹哲學思想》
- 《「五四」後思想、人物論集》（合著）
- 《馮友蘭哲學生命歷程》
- 《周易經傳梳理與郭店楚簡思想新釋》
- 《人文典範的原創︰《周易》導讀與簡釋》